# Ghost in the Shell: The New Movie
Pour plus de détails, voir Fiche technique et Distribution.
Ghost in the Shell: The New Movie (攻殻機動隊 新劇場版, Kōkaku Kidōtai - Shin Gekijōban) est un film japonais réalisé par Kazuya Nomura (ja), sorti en 2015.

## Synopsis
Après l'assassinat du premier ministre du Japon, le major Motoko Kusanagi enquête sur l'affaire avec les autres membres de la section 9.

## Fiche technique
- Titre original : 攻殻機動隊 新劇場版, Kōkaku Kidōtai - Shin Gekijōban
- Titre français : Ghost in the Shell: The New Movie
- Réalisation : Kazuya Nomura (ja)
- Scénario : Tow Ubukata d'après Masamune Shirow
- Studio d'animation : Production I.G
- Pays d'origine : Japon
- Format : Couleurs - 35 mm
- Genre : animation, science-fiction
- Durée : 100 minutes
- Date de sortie : 2015